# خالد الشيباني
خَالد الشَّيْباني هوَ شَاعِرٌ ورِوائيٌّ ومؤلفٌ سينمائيٌّ مِصريٌّ مِن مَوَاليدِ ديسمبر 1979، دَرَسَ الْإِعْلَامَ بكليَّةِ الْآدابِ وَتَخَصَّصَ بِالصَّحَافَةِ وَعَملَ بِها فِي الْعَدِيدِ مِنَ الْجَرَائِدِ وَالْمِجَلَّاتِ الْمِصْرِيَّةِ وَالْعَرَبِيَّةِ، ثُمَّ تَفَرَّغَ للكتاباتِ الأدبيةِ والفنيَّةْ , وَهُوَ أَدِيبٌ وَمُفَكِّرٌ يَكْتُبُ فِي الْعَدِيدِ مِنَ نَوَاحِي الْحَياةِ وَالدِّينْ.
- عضو نقابة اتحاد كتاب مصر وعضو جمعية المؤلفين والملحنين والناشرين العالمية بفرنسا وعضو جمعية المؤلفين المصرية.
- من أشهر قصائده «المتحدث باسم الحب» والتي حققت صحوة في الشعر الكلاسيكي وأعادت المتابعين له من كل أرجاء الوطن العربي بعد فترة طويلة من انحساره [2]
- حصل على العديد من الجوائز المحلية والدولية سيرد ذكرها بالتفصيل في التكريم والجوائز [3]
- ألف العديد من الإعلانات التجارية الشهيرة وقام مؤخرا بإخراج أحد الإعلانات من تأليفه [4]
- كتب قصيدة «أنوار البردة» في مدح وحب رسول الله صلى الله عليه وسلم على خطى قصيدة البردة للإمام البوصيري والتي تجاوز فيها عدد أبيات قصيدتي البردة للبوصيري ونهج البردة لأمير الشعراء أحمد شوقي والتزم الشيباني في «أنوار البردة» بكون أبياتها دون تكرار كلمة بنفس الرسم في القافية أو حتى نهاية الشطر الأول لتكون متفردة في حب رسول الله صلى الله عليه وسلم وهو أمر لم يلتزم به «شوقي» أو«البوصيري» في قصيدتيهم لتصبح قصيدته أنوار البردة أطول القصائد في مدح الرسول على نفس الوزن والقافية الميمية [5]

## حياته
ولد خالد الشيباني في العاشر من ديسمبر عام الف وتسعمائة وتسع وسبعون بالمملكة العربية السعودية لوالدين مصريين يعملان هناك ولكنهما سرعان ما عادا إلى القاهرة واستقرا بها لينشأ الطفل في العاصمة المصرية؛ اكسبته أصول والديه خبرات وزوايا رؤية متعددة للمجتمع المصري فوالده من صعيد مصر من عائلة «الشيباني» بسوهاج ووالدته من الوجه البحري من عائلة «مؤنس» بالمنصورة وهو يعيش بحي المعادي بالقاهرة فتكونت لديه صورة ذات أبعاد كثيرة عن المجتمع المصري بمختلف اتجاهاته وساعد على ذلك عمله بالصحافة ودراسته لها في سن مبكرة لكنه سرعان ما تفرغ للكتابات الأدبية والفنية لتظهر إبداعاته في الشعر والرواية وكتابة الأغنية والسيناريو ويعتبر ” خالد الشيباني ” أول من جمع بين تلك الأربع فنون من الكتابة الإبداعية؛ بالإضافة إلى مؤلفاته الفكرية وهو من القلائل الذين يكتبون الشعر العربي الكلاسيكي في عصرنا الحالي.

## التكريم والجوائز
- التكريم من جامعة عين شمس على مجمل أعماله الفنية والأدبية [7]
- حاز فيلمه القصير «دور شطرنج» على جائزة درع مونديال القاهرة للأعمال الفنية وجائزة أفضل فيلم من مهرجان علوم الإعلام (البرونزية) وجائزة الجمهور بمهرجان يوسف شاهين 2017 [8]
- حصل على جائزة التميز في الشعر عن أشعار مسرحية سنو وايت من المهرجان القومي للمسرح عام 2018 [9] وهو أول شاعر يحصل على جائزة في الشعر من المهرجان رغم وصوله لدورته الحادية عشر [10][11]
- فاز بجائزة أفضل قصة وسيناريو وحوار من مهرجان الساقية للأفلام القصيرة عن فيلمه (دور شطرنج) [12] 2019
- فاز فيلمه القصير «دور شطرنج» بجائزة أفضل فيلم بمهرجان جرش السينمائي الدولي بالأردن (البرونزية) 2019 [3]

## الحياة الشخصية
خالد الشيباني متزوج ولديه أبن «ياسين» و3 بنات «فاطمة؛ رودينا؛ سجدة».

## أعماله الشعرية
| المجموعة الشعرية          | سنة الصدور  | النوع | أول ناشر                 |
| ------------------------- | ----------- | ----- | ------------------------ |
| باق من الزمن حياتك        | 2002        | فصحى  | مدبولي للنشر والتوزيع    |
| رحلة الليل وحكايات النهار | 2004        | فصحى  | مدبولي للنشر والتوزيع    |
| معاهدة سلام مع القمر      | 2012        | فصحى  | مدبولي للنشر والتوزيع    |
| عرش لكل مواطن             | 2014        | فصحى  | مدبولي للنشر والتوزيع    |
| الحب والبارود             | 2017        | فصحى  | مدبولي للنشر والتوزيع    |
| رحيل المجرة               | 2019        | فصحى  | الحسناء للنشر والتوزيع   |
| زئبق وفضة وآخرون          | 2020        | فصحى  | ببلومانيا للنشر والتوزيع |
| حواء يا وطن القلب         | 2021        | فصحى  | ببلومانيا للنشر والتوزيع |
| فلسطين أنشودة القدس       | 2024        | فصحى  | ببلومانيا للنشر والتوزيع |
| أنوار البردة              | (تحت الطبع) | فصحى  | ---                      |

## أعماله الروائية
| اسم الرواية                                  | سنة الصدور  | أول ناشر              |
| -------------------------------------------- | ----------- | --------------------- |
| تركة العم حساب - ج1 رواية الوصية             | 2016        | مدبولي للنشر والتوزيع |
| رواية بلا جدران                              | 2017        | مدبولي للنشر والتوزيع |
| تركة العم حساب - ج2 رواية ابن غير شرعي       | 2018        | الحسناء للنشر         |
| رواية الحرف السادس                           | 2018        | الحسناء للنشر         |
| تركة العم حساب - ج3 رواية الميراث المفقود    | 2019        | الحسناء للنشر         |
| رواية أرض اليورانيوم                         | 2019        | ببلومانيا للنشر       |
| رواية جنة الأكاذيب                           | 2020        | ببلومانيا للنشر       |
| عالم المرايا ج1 رواية مواجهة في عالم المرايا | 2021        | ببلومانيا للنشر       |
| عالم المرايا ج2 رواية الحرب العالمية الثانية | (تحت الطبع) | ----                  |

## مؤلفاته الفكرية
| اسم الكتاب                              | سنة الصدور | أول ناشر        |
| --------------------------------------- | ---------- | --------------- |
| سلسلة الحكم الخفية - ج1 "خلق بني آدم"   | 2022       | ببلومانيا للنشر |
| سلسلة الحكم الخفية - ج2 "الفتن والعصمة" | 2023       | ببلومانيا للنشر |
| سلسلة الحكم الخفية - ج3 "المستحيلات"    | 2025       | ببلومانيا للنشر |

## أعمال درامية من تأليفه (قصة وسيناريو وحوار)
| اسم العمل      | النوع | سنة الصدور    | الأبطال | إخراج وإنتاج                      | بوستر الفيلم |
| -------------- | --- | ------------- | --- | --------------------------------- | ------------ |
| فوبيا          | فيلم روائي طويل | 2017          | رامي غيط عمرو رمزي ميريهان حسين راندا البحيري أحمد راتب نهال عنبر جنى رانيا محمود ياسين أيمن قنديل حسن عبد الفتاح سليمان عيد بدرية طلبة صبري عبد المنعم علاء مرسي | إخراج إبرام نشات إنتاج سامر جميل  |              |
| دور شطرنج      | فيلم قصير - فاز بجائزة درع مونديال القاهرة للأعمال الفنية 2017 - فاز بجائزة مهرجان علوم الإعلام (البرونزية) 2017 - فاز بجائزة الجمهور من مهرجان يوسف شاهين 2017 - فاز رامي غيط بأفضل ممثل من مهرجان يوسف شاهين 2017 - شارك بمهرجان الاسكندرية السينمائي الدولي بالمسابقة الرسمية 2017 - شارك بمهرجان الشارقة الدولي بالمسابقة الرسمية 2018 - فاز خالد الشيباني بأفضل مؤلف من مهرجان الساقية 2019 - فاز بجائزة مهرجان جرش الدولي كأفضل فيلم 2019 (البرونزية) | 2017          | سامح الصريطي رامي غيط صبري عبد المنعم منير مكرم | إخراج رامي أيمن منتج فني صلاح حسن |              |
| تركة العم حساب | مسلسل | (تحت الإعداد) | |                                   |              |
| هيلوغريفي      | فيلم روائي طويل | (تحت الإعداد) | |                                   |              |
| نيزك دكروري    | فيلم روائي طويل | (تحت الإعداد) | هاني رمزي | إخراج طارق عبد المعطي             |              |

## أعمال درامية كتب أشعارها
| اسم العمل          | النوع       | سنة الإنتاج | الملحن والموزع                                        | المؤلف والمخرج                       | المطربون                                                | الأبطال                                                                 |
| ------------------ | ----------- | ----------- | ----------------------------------------------------- | ------------------------------------ | ------------------------------------------------------- | ----------------------------------------------------------------------- |
| سنو وايت           | مسرحية      | 2017        | ألحان حسن دنيا توزيع شريف منصور                       | تأليف وإخراج محسن رزق                | الأبطال                                                 | مروة عبد المنعم عايدة فهمي مصطفى حجاج                                   |
| فوبيا              | فيلم        | 2017        | ألحان حسن دنيا؛ وائل عقيد توزيع شريف منصور؛ محمد قطان | تأليف خالد الشيباني إخراج إبرام نشات | ريكو بهاء الحسن حسام الشرقاوي أحمد رضا حسام عمر الأبطال | رامي غيط عمرو رمزي ميريهان حسين راندا البحيري أحمد راتب نهال عنبر       |
| البارون            | مسلسل       | 2017        | ألحان وائل عقيد توزيع شريف منصور                      | تأليف أحمد صبحي إخراج إيهاب عمرو     | محمود معوض                                              | عمرو عبد الجليل دنيا عبد العزيز                                         |
| دور شطرنج          | فيلم قصير   | 2017        | ألحان فارس الوطن توزيع شريف منصور                     | تأليف خالد الشيباني إخراج رامي أيمن  | بهاء الحسن؛ هبة سليمان                                  | سامح الصريطي رامي غيط صبري عبد المنعم منير مكرم                         |
| كلبش               | مسلسل       | 2017        | ألحان حسن دنيا توزيع ريمون فايق                       | تأليف باهر دويدار إخراج بيتر ميمي    | خالد مصطفى أغنية دعائية                                 | أمير كرارة محمد لطفي                                                    |
| حب على نضافة       | مسرحية      | 2016        | ألحان وائل عقيد توزيع مصطفى الشريف                    | تأليف وإخراج شريف حلمي               | الأبطال                                                 | إدوارد إيمان سيد ميار الغيطي                                            |
| أنا الرئيس         | مسرحية      | 2015        | ألحان وائل عقيد توزيع سامر عادل                       | تأليف يوسف عوف إخراج محسن رزق        | الأبطال                                                 | سامح حسين حنان مطاوع نادية شكري فتحي سعد                                |
| حارة مزنوقة        | فيلم        | 2015        | ألحان حسن دنيا توزيع ريمون فايق                       | تأليف مصطفى حمدي إخراج بيتر ميمي     | نادر أبو الليف                                          | أحمد فتحي علا غانم خالد حمزاوي أيمن منصور                               |
| برد الشتا          | فيلم        | 2015        | ألحان حسن دنيا؛ مديح محسن توزيع شريف منصور؛ محمد قطان | تأليف وإخراج بيتر ميمي               | بهاء الحسن؛ أحمد شوقي                                   | رامز أمير راندا البحيري يوسف شعبان ممدوح مداح نضال نجم                  |
| أحلى كورة مع بركات | برنامج      | 2015        | ألحان وائل عقيد توزيع سامر عادل؛ محمد قطان            | راديو 9090                           | نادر أبو الليف                                          | محمد بركات                                                              |
| تحية طيبة وسعد     | مسلسل إذاعي | 2015        | ألحان حسن دنيا توزيع ريمون فايق                       | تأليف وإخراج محسن رزق                | أماني نبيل                                              | انتصار ياسر الطوبجي حسن حسني مريم أمين محمد نشأت                        |
| الشايب             | فيلم        | 2014        | ألحان كريم عفيفي توزيع نوار البحيري                   | تأليف سامح فرج إخراج إبرام نشأت      | ريكو                                                    | ريكو سما المصري                                                         |
| حاميها وحراميها    | مسلسل       | 2014        | ألحان وائل عقيد؛ شريف الغندور توزيع آدم حسين          | تأليف محسن رزق إخراج عصام شعبان      | نادر أبو الليف أمينة مي كساب الأبطال                    | سامح حسين مي كساب إنجي وجدان أحمد صيام عايدة رياض سميرة صدقي أيمن زيدان |
| في الهوا سوا       | برنامج      | 2014        | ألحان وائل عقيد توزيع عمرو عبد الفتاح                 | قناة النهار                          | إدوارد                                                  | إدوارد                                                                  |

## بعض أغنياته
| اسم الأغنية          | المطرب                   | الملحن        | الموزع                | المنتج                        | سنة الإنتاج | التصوير والعرض               |
| -------------------- | ------------------------ | ------------- | --------------------- | ----------------------------- | ----------- | ---------------------------- |
| لون شعرك             | كريم أبو زيد             | أشرف أبو زيد  | معتز بسيوني           | محسن جابر عالم الفن           | 2004        | كليب فيلم يا أنا يا خالتي    |
| فيها حاجة دي         | جيسي                     | وائل عقيد     | أسامة عبد الهادي      | جيسي                          | 2004        | كليب إخراج جميل جميل المغازي |
| تفاحة آدم            | كريم أبو زيد             | أشرف أبو زيد  | مصطفى العتال          | محسن جابر عالم الفن           | 2005        | كليب إخراج كريم أبو زيد      |
| مشيت في سكة          | أكمل رسلان               | ياسر نور      | طارق توكل             | نصيف قزمان صوت الدلتا         | 2006        | كليب إخراج محمد فيضي         |
| مش بعيد              | أكمل رسلان               | ياسر نور      | طارق توكل             | نصيف قزمان صوت الدلتا         | 2007        | كليب إخراج محمد فيضي         |
| سلملي على قلبك       | طارق الشيخ               | وائل عقيد     | مجدي داوود            | حنفي محمود الأصدقاء           | 2007        | كليب إخراج أحمد رفعت         |
| إسمع وانت ساكت       | خالد راض                 | شريف حمدان    | خالد عرفة             | خالد راض                      | 2007        | كليب إخراج محمد علي يونس     |
| من هنا ورايح         | ليلى غفران               | وائل عقيد     | أسامة عبد الهادي      | محسن جابر عالم الفن           | 2008        | كليب إخراج أنس دعية          |
| ناداني حضنك يا أمي   | حاتم عمور                | هاني إسماعيل  | محمود سعيد عبد السلام | محسن جابر عالم الفن           | 2008        | كليب إخراج شيريهان أبو ليلة  |
| قلبي حب              | هيفاء وهبي               | وائل عقيد     | أحمد إبراهيم          | عالم الفن فري ميوزك           | 2009        | كليب إخراج باسم كريستو       |
| كان بيتسلى           | لقاء سويدان              | وائل عقيد     | أحمد عادل             | محسن جابر عالم الفن           | 2010        | ألبوم                        |
| صحيت م النوم         | مي خياط                  | وائل عقيد     | أسامة عبد الهادي      | مي خياط                       | 2010        | كليب إخراج تامر حربي         |
| مهما قلت             | إيمي                     | أشرف أبو زيد  | تاكي                  |                               | 2010        | ألبوم                        |
| مصر الحرة            | عاطف المكحل              | وائل عقيد     | عمرو عبد الفتاح       | عاطف المكحل                   | 2011        | كليب إخراج باسم الباجوري     |
| أولاد مصر            | مي خياط                  | وائل عقيد     | عمرو عبد الفتاح       | مي خياط                       | 2012        | كليب إخراج باسم الباجوري     |
| شكرا ع الرسالة       | جنات                     | وائل عقيد     | يحيى يوسف             | سعيد الإمام روتانا            | 2013        | ألبوم                        |
| المحكمة              | شهيناز                   | علي نور       | آدم حسين              | أميرة همام                    | 2013        | برنامج المحكمة               |
| الأيام دول           | أمينة                    | وائل عقيد     | آدم حسين              | محروس المصري رمسيس الحديثة    | 2013        | مسلسل حاميها وحراميها        |
| عيلين بيحلموا        | مي كساب                  | وائل عقيد     | آدم حسين              | محروس المصري رمسيس الحديثة    | 2013        | مسلسل حاميها وحراميها        |
| حاميها وحراميها      | نادر أبو الليف           | وائل عقيد     | آدم حسين              | محروس المصري رمسيس الحديثة    | 2013        | مسلسل حاميها وحراميها        |
| سؤال بيطرح نفسه      | نادر أبو الليف           | وائل عقيد     | آدم حسين              | محروس المصري رمسيس الحديثة    | 2013        | مسلسل حاميها وحراميها        |
| في العش عصفورة       | أحمد العالم              | شريف الغندور  | آدم حسين              | محروس المصري رمسيس الحديثة    | 2013        | مسلسل حاميها وحراميها        |
| في ست ايام           | بهاء سلطان               | وائل عقيد     | عمرو عبد الفتاح       | نصر محروس فري ميوزك           | 2014        | ألبوم                        |
| عصفورة طايرة         | بهاء سلطان               | وائل عقيد     | عمرو عبد الفتاح       | نصر محروس فري ميوزك           | 2014        | ألبوم                        |
| بادعي يا رب          | بهاء سلطان               | وائل عقيد     | عمرو عبد الفتاح       | نصر محروس فري ميوزك           | 2014        | ألبوم                        |
| ربنا بيوصينا         | بهاء سلطان               | وائل عقيد     | أسامة عبد الهادي      | نصر محروس فري ميوزك           | 2014        | ألبوم                        |
| من حارة مزنوقة       | نادر أبو الليف           | حسن دنيا      | ريمون فايق            | محمد هشام                     | 2015        | فيلم حارة مزنوقة             |
| ملكش مكان            | بهاء الحسن               | حسن دنيا      | شريف منصور            | محمد الكومي                   | 2015        | فيلم برد الشتا               |
| كلنا عبادك           | نادر أبو الليف           | وائل عقيد     | سامر عادل             | خالد الشيباني                 | 2015        | كليب إخراج همت فهمي          |
| حبيبتي وحشاني        | أحمد فتحي                | وائل عقيد     | محمد هارون            | أحمد فتحي                     | 2015        | كليب إخراج ميدو البارون      |
| فداك نفسي            | محمود ياسين التهامي      | صلاح الشرنوبي | محمد الشرنوبي         | شرنوبيات                      | 2015        | كليب إخراج فارس الوطن        |
| في عشق الله          | عايدة الأيوبي            | صلاح الشرنوبي | شريف منصور            | شرنوبيات                      | 2015        | كليب إخراج فارس الوطن        |
| الحب عليه حاجات      | سامح حسين حنان مطاوع     | وائل عقيد     | سامر عادل             | البيت الفني للمسرح            | 2015        | مسرحية أنا الرئيس            |
| أجمل عروسة           | سامح حسين حنان مطاوع     | وائل عقيد     | سامر عادل             | البيت الفني للمسرح            | 2015        | مسرحية أنا الرئيس            |
| أنا الرئيس           | سامح حسين                | وائل عقيد     | سامر عادل             | البيت الفني للمسرح            | 2015        | مسرحية أنا الرئيس            |
| شلوت سيادتك          | الأبطال                  | وائل عقيد     | سامر عادل             | البيت الفني للمسرح            | 2015        | مسرحية أنا الرئيس            |
| احنا الهبيشة         | الأبطال                  | وائل عقيد     | سامر عادل             | البيت الفني للمسرح            | 2015        | مسرحية أنا الرئيس            |
| عفاريت وأبالسة       | سامح حسين حنان مطاوع     | وائل عقيد     | سامر عادل             | البيت الفني للمسرح            | 2015        | مسرحية أنا الرئيس            |
| بلادي يا مهد الحضارة | سامح حسين حنان مطاوع     | وائل عقيد     | سامر عادل             | البيت الفني للمسرح            | 2015        | مسرحية أنا الرئيس            |
| حب من غير أمل        | سوما                     | وائل عقيد     | طارق عبد الجابر       | نصر محروس فري ميوزك           | 2016        | ألبوم                        |
| يا أرحم الرحماء      | محمود ياسين التهامي      | فارس الوطن    | كيمز                  | خالد الشيباني                 | 2016        | كليب إخراج فارس الوطن        |
| ارسم سكة أحلامك      | إدوارد - ميار الغيطي     | وائل عقيد     | مصطفى الشريف          | قناة النهار                   | 2016        | مسرحية حب على نضافة          |
| نمر في بطايق         | محمود معوض               | وائل عقيد     | شريف منصور            | قناة النهار                   | 2016        | مسلسل البارون                |
| جمد قلبك             | ريكو                     | وائل عقيد     | شريف منصور            | سامر جميل ميرور للإنتاج الفني | 2017        | فيلم فوبيا                   |
| كان عندي فوبيا       | حسام الشرقاوي            | حسن دنيا      | محمد قطان             | سامر جميل ميرور للإنتاج الفني | 2017        | فيلم فوبيا                   |
| خد الحياة بالحضن     | بهاء الحسن               | وائل عقيد     | شريف منصور            | سامر جميل ميرور للإنتاج الفني | 2017        | فيلم فوبيا                   |
| يا سلام ع الشباب     | أحمد رضا                 | وائل عقيد     | محمد قطان             | سامر جميل ميرور للإنتاج الفني | 2017        | فيلم فوبيا                   |
| صاحب                 | جنى وأبطال الفيلم        | حسن دنيا      | شريف منصور            | سامر جميل ميرور للإنتاج الفني | 2017        | فيلم فوبيا                   |
| البيجامة             | حسام عمر                 | فارس الوطن    | شريف منصور            | سامر جميل ميرور للإنتاج الفني | 2017        | فيلم فوبيا                   |
| دور شطرنج            | بهاء الحسن هبة سليمان    | فارس الوطن    | شريف منصور            | سامر جميل ميرور للإنتاج الفني | 2017        | فيلم دور شطرنج               |
| نامي يا حبيبة قلبي   | مروة عبد المنعم          | حسن دنيا      | شريف منصور            | البيت الفني للمسرح            | 2017        | مسرحية سنو وايت              |
| بحيرة الأمنيات       | مروة عبد المنعم          | حسن دنيا      | شريف منصور            | البيت الفني للمسرح            | 2017        | مسرحية سنو وايت              |
| مرايتي يا مرايتي     | عايدة فهمي               | حسن دنيا      | شريف منصور            | البيت الفني للمسرح            | 2017        | مسرحية سنو وايت              |
| يوم واحد بس          | الأبطال                  | حسن دنيا      | شريف منصور            | البيت الفني للمسرح            | 2017        | مسرحية سنو وايت              |
| اسمعوا كلامها        | عايدة فهمي               | حسن دنيا      | شريف منصور            | البيت الفني للمسرح            | 2017        | مسرحية سنو وايت              |
| مالك يا عم الصياد    | مروة عبد المنعم          | حسن دنيا      | شريف منصور            | البيت الفني للمسرح            | 2017        | مسرحية سنو وايت              |
| عصابة السبع أقزام    | مروة عبد المنعم والأبطال | حسن دنيا      | شريف منصور            | البيت الفني للمسرح            | 2017        | مسرحية سنو وايت              |
| هما تابوا            | مروة عبد المنعم والأبطال | حسن دنيا      | شريف منصور            | البيت الفني للمسرح            | 2017        | مسرحية سنو وايت              |
| سعادة في سعادة       | الأبطال                  | حسن دنيا      | شريف منصور            | البيت الفني للمسرح            | 2017        | مسرحية سنو وايت              |
| اتحدى ضعفك           | خالد مصطفى               | حسن دنيا      | ريمون فايق            | شركة فيردي                    | 2017        | مسلسل كلبش أغنية دعائية      |
| باضعف قدامه          | مريم خليفة               | وائل عقيد     | شريف منصور            | عالم الفن                     | 2018        | كليب إخراج أحمد جيلاني       |
| هفكر في نفسي         | مريم خليفة               | وائل عقيد     | شريف منصور            | عالم الفن                     | 2018        | كليب إخراج أحمد جيلاني       |
| تضحك عليا            | مريم خليفة               | وائل عقيد     | شريف منصور            | عالم الفن                     | 2018        | ألبوم                        |
| حكاياته كتير         | مريم خليفة               | وائل عقيد     | شريف منصور            | عالم الفن                     | 2018        | أليوم                        |
| مركز معايا           | حنان مرصاوي              | وائل عقيد     | شريف منصور            |                               | 2018        | سينجل                        |
| وجالك عين            | شريف الغندور             | أشرف أبو زيد  | ياسر ماجد             | شركة كلمة                     | 2018        | سينجل                        |
| 010                  | حمادة الطيب              | وائل عقيد     | طارق حسيب             | أحمد الشاهد                   | 2019        | كليب إخراج محمد جمال         |
| بازعل من نفسي        | نور الريس                | وائل عقيد     | لؤي فايد              | هاني محروس                    | 2021        | كليب إخراج عمر زكي           |
| ليالي بليالي         | ريا علي                  | وائل عقيد     | محمد نور              | أميزنج ميوزك                  | 2025        |                              |
| إكرمني يا رب بعمرة   | أحمد عجاج                | وائل عقيد     | أسامة عبدالهادي       | أحمد عجاج                     | 2025        |                              |
| نسيت ولا لسه         | رامي جمال                | شريف الغندور  | توما                  |                               | قريبا       |                              |

## روابط خارجية
- خالد الشيباني على موقع الدهليز
- خالد الشيباني على موقع قاعدة بيانات الأفلام العربية